# Семейство Милър
„Семейство Милър“ (на английски: We're the Millers) е американска комедия от 2013 г. на режисьора Роусън Маршъл Търбър. Главните роли се изпълняват от Дженифър Анистън, Джейсън Судейкис, Ема Робъртс, Уил Полтър, Ник Офърман, Катрин Хан и Ед Хелмс. Премиерата му в Съединените щати се състои на 7 август 2013 г.

## Продукция
Заснемането на филма започва на 23 юли 2012 г. в Уилмингтън, Северна Каролина. По-голямата част е заснета в Северна Каролина и Ню Мексико.

## Продължение
На 25 февруари 2014 г. New Line Cinema обявява, че продължение на филма е в процес на разработка, а Адам Стайкийл пише сценария.